# South Melbourne Football Club
South Melbourne Football Club é um time de futebol semi-profissional da Austrália que possui sua sede em South Melbourne, no estado de Victoria.

## História

Primeiro escudo da equipe.

Fundado em 1959 como South Melbourne Hellas, o South Melbourne é uma das mais tradicionais equipes de futebol da Austrália, juntamente com o Wollongong Wolves, o Adelaide City e o Perth Kangorous (precursor do atual Perth Glory). Venceu quatro edições da National League (1984, 1991, 1998, 1999), duas Copas da Austrália (1990, 1996) e uma Copa dos Campeões da Oceania (1999).
Com a criação da A-League em 2005, depois que o campeonato seria disputado apenas por equipes fundadas pouco tempo antes, o South Melbourne foi obrigado a disputar as divisões inferiores do país, e atualmente compete na National Premier Leagues Victoria (segundo nível do sistema de ligas do futebol australiano). Seus principais rivais são Melbourne Knights (com quem faz o Derby de Melbourne), Heidelberg United ("Derby Grego"), Preston Lions, Sydney Olympic e Perth Glory.
O South Melbourne tem como principal feito ter sido a primeira equipe australiana a ter disputado a Copa do Mundo de Clubes da FIFA em sua primeira edição em 2000, sendo integrante do grupo B com sede no Rio de Janeiro, no estádio do Maracanã perdendo todas as partidas disputadas (Vasco da Gama 2x0; 1x3 Necaxa; Manchester United 2x0). John Anastasiadis foi o autor do único gol da equipe na competição.
A equipe teve 3 brasileiros em sua história: Fernando Rech, que atuava no Adelaide United (clube que disputa a A-League), Fernando de Moraes, que chegou a disputar a Copa do Mundo de Futsal de 2012 pela Seleção Australiana, e Oliver Minatel, que fez carreira no futebol da América do Norte.
Em 2009, comemorou seu 50º aniversário e, em 2017, foi considerado pela IFFHS o mais bem-sucedido clube de futebol da Oceania no Século XX..

## Títulos
- Copa dos Campeões da Oceania: 1999
- National Soccer League: 1984, 1990–91, 1997–98, 1998–99
- National Soccer League Cup: 1989–90, 1995–96
- National Premier Leagues/Victorian Premier League: 1962, 1964, 1965, 1966, 1972, 1974, 1976, 2006, 2014, 2016

## Campanhas de destaque
- Copa do Mundo de Clubes da FIFA: 8º lugar - 2000